# Récompenses des Celtics de Boston
Les Celtics de Boston sont la franchise de basket-ball professionnel américain évoluant dans la National Basketball Association la plus titrée tant au niveau de l'équipe que de ses joueurs, entraineurs et dirigeants.

## Titres de l'équipe

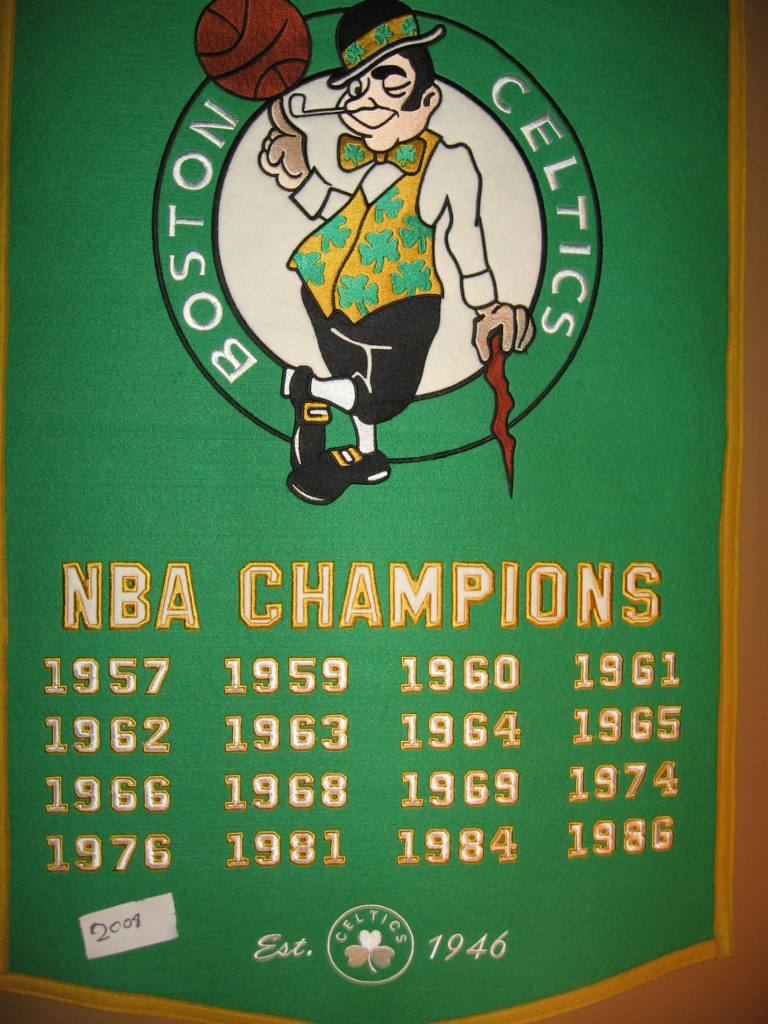
Bannière des Celtics jusqu'au titre de 1986.

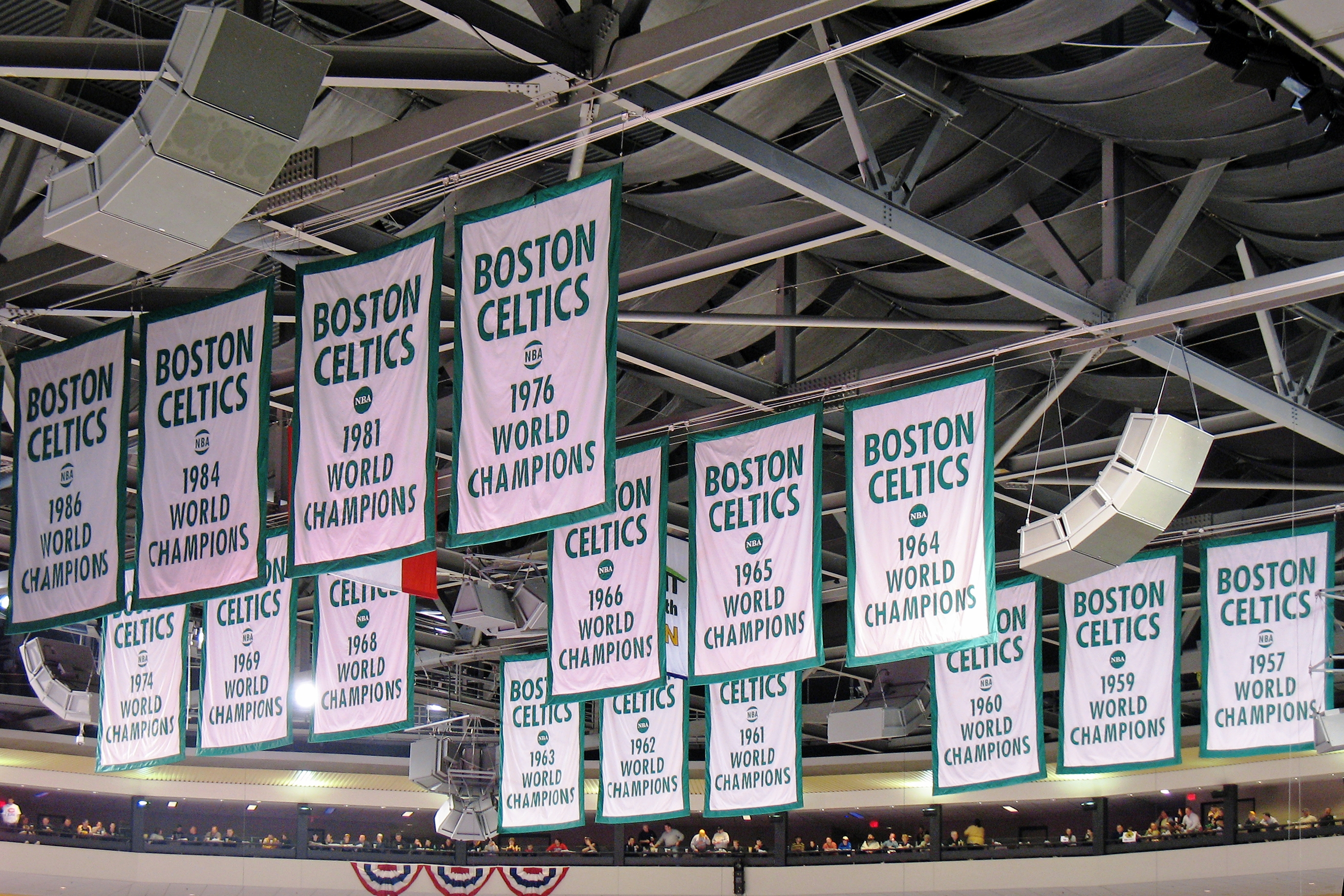
Les bannières des championnats remportés par les Celtics sont accrochées au plafond du TD Garden.

La franchise des Celtics de Boston est la plus titrée de l'histoire de la NBA avec 18 titres de vainqueur du championnat de basket-ball américain. Les Celtics n'ont perdu qu'à quatre reprises en finale du championnat, terminant à 21 reprises champions de la conférence Est. La liste qui suit est le palmarès complet des Celtics de Boston :

### Champions NBA
Les Celtics ont gagné 18 titres de champion NBA : 1957, 1959, 1960, 1961, 1962, 1963, 1964, 1965, 1966, 1968, 1969, 1974, 1976, 1981, 1984, 1986, 2008 et 2024.

### Champion de la Conférence Est
Ils ont glané 11 titres de champion de la Conférence Est : 1974, 1976, 1981, 1984, 1985, 1986, 1987, 2008, 2010, 2022 et 2024.

### Champion de Division
Les Celtics ont été 35 fois champion de Division : 1957, 1958, 1959, 1960, 1961, 1962, 1963, 1964, 1965, 1972, 1973, 1974, 1975, 1976, 1980, 1981, 1982, 1984, 1985, 1986, 1987, 1988, 1991, 1992, 2005, 2008, 2009, 2010, 2011, 2012, 2017, 2022, 2023, 2024 et 2025.
Ces 35 titres se répartissent en 9 titres de champion de division Est et 26 titres de champion de la division Atlantique.

## Titres individuels

### MVP
- Bob Cousy – 1957
- Bill Russell (x5) – 1958, 1961, 1962, 1963, 1965
- Dave Cowens – 1973
- Larry Bird (x3) – 1984, 1985, 1986

### MVP des Finales
- John Havlicek – 1974
- Jo Jo White – 1976
- Cedric Maxwell – 1981
- Larry Bird (x2)– 1984, 1986
- Paul Pierce – 2008
- Jaylen Brown – 2024

### MVP de la finale de la Conférence Est
- Jayson Tatum – 2022
- Jaylen Brown – 2024

### Défenseur de l'année
- Kevin Garnett – 2008
- Marcus Smart – 2022

### Rookie de l'année
- Tom Heinsohn – 1957
- Dave Cowens – 1971
- Larry Bird – 1980

### 6ehomme de l'année
- Kevin McHale (x2) – 1984, 1985
- Bill Walton – 1986
- Malcolm Brogdon - 2023
- Payton Pritchard - 2025

### Entraîneur de l'année
- Red Auerbach – 1965
- Tom Heinsohn – 1973
- Bill Fitch – 1980

### Exécutif de l'année
- Red Auerbach – 1980
- Danny Ainge – 2008
- Brad Stevens – 2024

### NBA Community Assist Award
- Isaiah Thomas – 2017
- Jaylen Brown – 2020

### NBA Hustle Award
- Marcus Smart (x3) – 2019, 2022, 2023

## Hall of Fame
Trente-quatre hommes ayant joué aux Celtics ont été introduits au Basketball Hall of Fame (également appelé Naismith Memorial Basketball Hall of Fame), c'est le contingent le plus important pour une équipe NBA.

### Joueurs
- 38 joueurs, intronisés au Hall of Fame, ont joué aux Celtics principalement, ou de façon significative pendant leur carrière.

| Joueur            | Activité aux Celtics | Activité aux Celtics | Hall of Fame        |
| Joueur            | Années               | Titres avec Boston   | Année intronisation |
| ----------------- | -------------------- | -------------------- | ------------------- |
| Ed Macauley       | 1950 - 1956          | 1                    | 1960                |
| Andy Phillip      | 1956 - 1958          | 1                    | 1961                |
| Bob Cousy         | 1950 - 1963          | 6                    | 1971                |
| Bill Russell      | 1956 - 1969          | 11                   | 1974                |
| Bill Sharman      | 1951 - 1961          | 4                    | 1975                |
| Frank Ramsey      | 1954 - 1964          | 7                    | 1981                |
| John Havlicek     | 1962 - 1978          | 8                    | 1983                |
| Sam Jones         | 1957 - 1959          | 10                   | 1984                |
| Tom Heinsohn      | 1956 - 1965          | 8*                   | 1986                |
| Bob Houbregs      | 1954–1955            | 0                    | 1987                |
| Pete Maravich     | 1980                 | 0                    | 1987                |
| Clyde Lovellette  | 1962 - 1964          | 2                    | 1988                |
| K.C. Jones        | 1959 - 1967          | 7*                   | 1989                |
| Dave Bing         | 1977 - 1978          | 0                    | 1990                |
| Nate Archibald    | 1978 - 1983          | 1                    | 1991                |
| Dave Cowens       | 1970 - 1980          | 2                    | 1991                |
| Bill Walton       | 1985 - 1987          | 1                    | 1993                |
| Bailey Howell     | 1966 - 1970          | 2                    | 1997                |
| Arnie Risen       | 1955 - 1958          | 1                    | 1998                |
| Larry Bird        | 1979 - 1992          | 3                    | 1998                |
| Kevin McHale      | 1980 - 1993          | 3                    | 1999                |
| Bob McAdoo        | 1979                 | 0                    | 2000                |
| Robert Parish     | 1980 - 1994          | 3                    | 2003                |
| Dominique Wilkins | 1994 - 1995          | 0                    | 2006                |
| Dennis Johnson    | 1983 - 1990          | 2                    | 2010                |
| Artis Gilmore     | 1988                 | 0                    | 2011                |
| Gary Payton       | 2004 - 2005          | 0                    | 2013                |
| Jo Jo White       | 1969 - 1979          | 2                    | 2015                |
| Shaquille O'Neal  | 2010 - 2011          | 0                    | 2016                |
| Charlie Scott     | 1975 - 1977          | 1                    | 2018                |
| Dino Rađa         | 1994 - 1997          | 0                    | 2018                |
| Ray Allen         | 2007 - 2012          | 1                    | 2018                |
| Chuck Cooper      | 1950 - 1954          | 0                    | 2019                |
| Carl Braun        | 1961 - 1962          | 1                    | 2019                |
| Paul Westphal     | 1972 - 1975          | 1                    | 2019                |
| Kevin Garnett     | 2007 - 2013          | 1                    | 2020                |
| Paul Pierce       | 1998 - 2013          | 1                    | 2021                |
| Chauncey Billups  | 1997 - 1998          | 0                    | 2024                |

### Entraineurs, managers et contributeurs
| Personnalité           | Activité aux Celtics    | Activité aux Celtics | Activité aux Celtics | Hall of Fame        | Hall of Fame |
| Personnalité           | Années                  | Titres avec Boston   | Fonction             | Année intronisation | Qualité      |
| ---------------------- | ----------------------- | -------------------- | -------------------- | ------------------- | ------------ |
| John « Honey » Russell | 1946 - 1948             | 0                    | entraineur           | 1964                | joueur       |
| Walter Brown           | 1945 - 1964             | 7                    | président            | 1965                | contributeur |
| Bill Mokray            | 1946 - 1969             | 11                   | dirigeant            | 1965                | contributeur |
| Doggie Julian          | 1948 - 1950             | 0                    | entraineur           | 1968                | entraineur   |
| Red Auerbach           | 1950 - 1966 1966 - 2006 | 9 7                  | entraineur dirigeant | 1969                | entraineur   |
| John Thompson          | 1964 - 1966             | 2                    | joueur               | 1999                | entraineur   |
| Wayne Embry            | 1966 - 1968             | 2                    | joueur               | 1999                | contributeur |
| Dave Gavitt            | 1990 - 1994             | 0                    | dirigeant            | 2006                | contributeur |
| Tom Sanders            | 1960 - 1973 1977 - 1978 | 8 0                  | joueur entraineur    | 2011                | contributeur |
| Don Barksdale          | 1953 - 1955             | 0                    | joueur               | 2012                | contributeur |
| Rick Pitino            | 1997 - 2001             | 0                    | entraineur           | 2013                | entraineur   |
| Tom Heinsohn           | 1969 - 1978             | 2                    | entraineur           | 2015                | entraineur   |
| Bill Fitch             | 1979 - 1983             | 1                    | entraineur           | 2019                | entraineur   |
| Bill Russell           | 1956-1969 1966–1969     | 11 2                 | joueur entraîneur    | 2021                | entraîneur   |

## Maillots retirés
Les maillots retirés de la franchise de Boston sont les suivants :

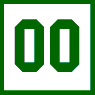
Robert Parish, C, 1980-1994
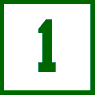
Walter Brown fondateur de la franchise, propriétaire, 1946-1964
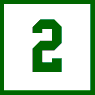
Red Auerbach entraîneur, 1950-1966 directeur 1950-2006
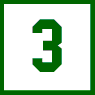
Dennis Johnson, G, 1983-1990
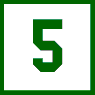
Kevin Garnett, F, 2007-2013
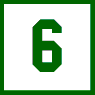
Bill Russell, C, 1956-1969 entraîneur, 1966-1969
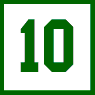
Jo Jo White, G, 1969-1979
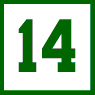
Bob Cousy, G, 1950-1963
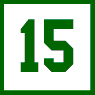
Tom Heinsohn, F, 1956-1965 entraîneur, 1969-1978
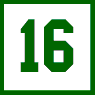
Satch Sanders, F, 1960-1973
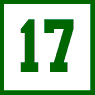
John Havlicek, F, 1962-1978
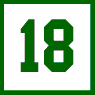
Dave Cowens, C, 1970-1980 entraîneur, 1978-1979
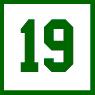
Don Nelson, F, 1965-1976
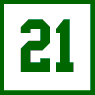
Bill Sharman, G, 1951-1961
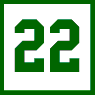
Ed Macauley, C, 1950-1956
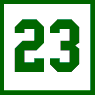
Frank Ramsey, F, 1954-1964
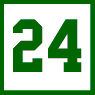
Sam Jones, G, 1957-1969
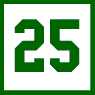
K.C. Jones, G, 1958-1967 entraîneur, 1983-1988
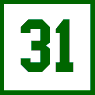
Cedric Maxwell, F, 1977-1985
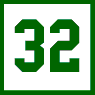
Kevin McHale, F, 1980-1993
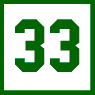
Larry Bird, F, 1979-1992
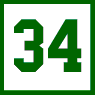
Paul Pierce, G/F, 1998-2013
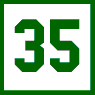
Reggie Lewis, G, 1987-1993
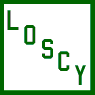
Jim Loscutoff[Note 2], F, 1955-1964
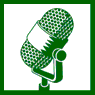
Johnny Most, commentateur

## Récompenses du All-Star Week-End

### Sélections au All-Star Game
Liste des joueurs sélectionnés pour le All-Star Game, en tant que joueur des Celtics de Boston :
- Bob Cousy (x13) – 1951, 1952, 1953, 1954, 1955, 1956, 1957, 1958, 1959, 1960, 1961, 1962, 1963
- Ed Macauley (x6) – 1951, 1952, 1953, 1954, 1955, 1956
- Bill Sharman (x8) – 1953, 1954, 1955, 1956, 1957, 1958, 1959, 1960
- Tom Heinsohn (x6) – 1957, 1961, 1962, 1963, 1964, 1965
- Bill Russell (x12) – 1958, 1959, 1960, 1961, 1962, 1963, 1964, 1965, 1966, 1967, 1968, 1969
- Sam Jones (x5) – 1962, 1964, 1965, 1966, 1968
- John Havlicek (x13) – 1966, 1967, 1968, 1969, 1970, 1971, 1972, 1973, 1974, 1975, 1976, 1977, 1978
- Bailey Howell  – 1967
- Jo Jo White (x7) – 1971, 1972, 1973, 1974, 1975, 1976, 1977
- Dave Cowens (x8) – 1972, 1973, 1974, 1975, 1976, 1977, 1978, 1980
- Paul Silas  – 1975
- Nate Archibald (x3) – 1980, 1981, 1982
- Larry Bird (x12) – 1980, 1981, 1982, 1983, 1984, 1985, 1986, 1987, 1988, 1990, 1991, 1992

- Robert Parish (x9) – 1981, 1982, 1983, 1984, 1985, 1986, 1987, 1990, 1991
- Kevin McHale (x7) – 1984, 1986, 1987, 1988, 1989, 1990, 1991
- Dennis Johnson – 1985
- Danny Ainge – 1988
- Reggie Lewis  – 1992
- Antoine Walker (x3) – 1998, 2002, 2003
- Paul Pierce (x10) – 2002, 2003, 2004, 2005, 2006, 2008, 2009, 2010, 2011, 2012
- Ray Allen (x3) – 2008, 2009, 2011
- Kevin Garnett (x5) – 2008, 2009, 2010, 2011, 2013
- Rajon Rondo (x4) – 2010, 2011, 2012, 2013
- Isaiah Thomas (x2) – 2016, 2017
- Al Horford  – 2018
- Kyrie Irving (x2) – 2018, 2019
- Kemba Walker – 2020
- Jayson Tatum (x6) – 2020, 2021, 2022, 2023, 2024, 2025
- Jaylen Brown (x4) – 2021, 2023, 2024, 2025

### MVP du All-Star Game
- Ed Macauley – 1951
- Bob Cousy – 1954, 1957
- Bill Sharman – 1955
- Bill Russell – 1963
- David Cowens – 1973
- Nate Archibald – 1981
- Larry Bird – 1982
- Jayson Tatum – 2023

### Entraîneur au All-Star Game
- Red Auerbach (x11) – 1957, 1958, 1959, 1960, 1961, 1962, 1963, 1964, 1965, 1966, 1967
- Tom Heinsohn (x4)– 1972, 1973, 1974, 1976
- Bill Fitch – 1982
- K. C. Jones (x4) – 1984, 1985, 1986, 1987
- Chris Ford – 1991
- Doc Rivers (x2) – 2008, 2011
- Brad Stevens – 2017
- Joe Mazzulla – 2023

### Vainqueur du concours de dunks
- Larry Nance – 1984
- Dee Brown – 1991
- Gerald Green – 2007

### Vainqueur du concours à 3 points
- Larry Bird – 1986, 1987, 1888
- Paul Pierce – 2000

### Vainqueur du Skills Challenge
- Jayson Tatum – 2019

## Distinctions en fin d'année

### All-NBA Team

#### All-NBA First Team
- Ed Sadowski – 1948
- Ed Macauley (x3) – 1951–1953
- Bob Cousy (x10) – 1952–1961
- Bill Sharman (x4) – 1956–1959
- Bill Russell (x3) – 1959, 1963, 1965
- John Havlicek (x4) – 1971–1974
- Larry Bird (x9) – 1980–1988
- Kevin McHale – 1987
- Kevin Garnett – 2008
- Jayson Tatum (x4) – 2022, 2023, 2024, 2025

#### All-NBA Second Team
- Bill Sharman (x3) – 1953, 1955, 1960
- Ed Macauley – 1954
- Bill Russell (x8) – 1958, 1960–1962, 1964, 1966–1968
- Tom Heinsohn (x4) – 1961–1964
- Bob Cousy (x2) – 1962, 1963
- John Havlicek (x7) – 1964, 1966, 1968–1970, 1975, 1976
- Sam Jones (x3) – 1965–1967
- Dave Cowens (x3) – 1973, 1975, 1976
- Jo Jo White (x2) – 1975, 1977
- Nate Archibald – 1981
- Robert Parish – 1982
- Larry Bird – 1990
- Paul Pierce – 2009
- Isaiah Thomas – 2017
- Kyrie Irving – 2019
- Jaylen Brown – 2023

#### All-NBA Third Team
- Robert Parish – 1989
- Paul Pierce (x3) – 2002, 2003, 2008
- Rajon Rondo – 2012
- Jayson Tatum – 2020

### NBA All-Rookie Team

#### NBA All-Rookie First Team
- John Havlicek – 1963
- Jo Jo White – 1970
- Dave Cowens – 1971
- Larry Bird – 1980
- Kevin McHale – 1981
- Dee Brown – 1991
- Antoine Walker – 1997
- Ron Mercer – 1998
- Paul Pierce – 1999
- Jayson Tatum – 2018

#### NBA All-Rookie Second Team
- Brian Shaw – 1989
- Rick Fox – 1992
- Dino Rađa – 1994
- Eric Montross – 1995
- J. R. Bremer – 2003
- Al Jefferson – 2005
- Ryan Gomes – 2006
- Rajon Rondo – 2007
- Marcus Smart – 2015
- Jaylen Brown – 2017

### NBA All-Defensive Team

#### NBA All-Defensive First Team
- Bill Russell – 1969
- John Havlicek (x5) – 1972–1976
- Paul Silas (x2) – 1975, 1976
- Dave Cowens – 1976
- Kevin McHale (x3) – 1986–1988
- Dennis Johnson – 1987
- Kevin Garnett (x3) – 2008, 2009, 2011
- Rajon Rondo (x2) – 2010, 2011
- Avery Bradley – 2016
- Marcus Smart – 2019, 2020, 2022

#### NBA All-Defensive Second Team
- Tom Sanders – 1969
- John Havlicek (x3) – 1969–1971
- Don Chaney (x4) – 1972–1975
- Dave Cowens (x2) – 1975, 1980
- Larry Bird (x3) – 1982–1984
- Kevin McHale (x3) – 1983, 1989, 1990
- Dennis Johnson (x3) – 1984–1986
- Rajon Rondo (x2) – 2009, 2012
- Kevin Garnett – 2012
- Avery Bradley – 2013
- Al Horford – 2018
- Robert Williams III – 2022
- Derrick White (x2) – 2023, 2024
- Jrue Holiday – 2024